# Moreto Cassamá
Moreto Moro Cassamá (Bissau, 1998. február 16. –) bissau-guineai válogatott labdarúgó, középpályás.

## Pályafutása

### Klubcsapatokban
Cassamá a portugál FC Porto akadémiáján nevelkedett, 2017-ben került a klub második számú csapatához, melynek színeiben 2017 és 2019 között huszonöt bajnoki mérkőzésen lépett pályára a portugál másodosztályban. 2019 januárjában a francia élvonalbeli Stade de Reims igazolta le, amelyben 2019. április 28-án mutatkozott be egy Angers elleni bajnoki mérkőzésen.
2022. augusztus 23-án hároméves szerződést kötött a ciprusi Omónia csapatával. 2023. április 26-án szerezte első gólját a Ciprusi Kupa elődöntőjében a Páfosz ellen, majd csapatával a döntőbe jutott, és megnyerte a kupát.

### A válogatottban
Többszörös portugál korosztályos válogatott. 2019-ben tagja a afrikai nemzetek kupáján résztvevő bissau-guineai válogatottnak.

#### Közösségi platformok
- Moreto Cassamá az Instagramon

#### Egyéb weboldalak
- Moreto Cassamá adatlapja a Transfermarkt oldalán (angolul)
- Moreto Cassamá adatlapja a Soccerway oldalon (angolul)
- Moreto Cassamá adatlapja a National Football Teams oldalán (angolul)
- Moreto Cassamá adatlapja a L’Équipe oldalán (franciául)
- Moreto Cassamá adatlapja a Leballonrond oldalán (franciául)
- Moreto Cassamá adatlapja a ForaDeJogo oldalán